# جان ماريون
جان ماريون (بالفرنسية: Jean Marion)‏ هو ملحن فرنسي، ولد في 6 مايو 1912 في الدائرة الثامنة عشرة في باريس في فرنسا، وتوفي في 24 مارس 1967 في مارسيليا في فرنسا.

## وصلات خارجية
- جان ماريون على موقع IMDb (الإنجليزية)
- جان ماريون على موقع ميوزك برينز (الإنجليزية)
- جان ماريون على موقع أول موفي (الإنجليزية)
- جان ماريون على موقع قاعدة بيانات الأفلام السويدية (السويدية)
- جان ماريون على موقع ديسكوغز (الإنجليزية)
- جان ماريون على موقع قاعدة بيانات الفيلم (الإنجليزية)
- جان ماريون على موقع كينوبويسك (الروسية)